# Борисовка (Ивановская область)
Бори́совка — деревня в Палехском районе Ивановской области. Входит в Раменское сельское поселение.

## География
Находится в юго-западной части Палехского района, в 10,2 км к юго-западу от Палеха (15,8 км по дорогам).

## История
В 2005—2009 деревня относилась к Тименскому сельскому поселению.

## Население
| 1859 | 1905 | 2010 |
| ---- | ---- | ---- |
| 68   | ↗109 | ↘0   |